# فرودگاه واترویل (واشینگتن)
فرودگاه واترویل (واشنگتن)  (به انگلیسی: Waterville Airport (Washington))  یک فرودگاه همگانی باربری  است که یک باند فرود آسفالت دارد و طول باند آن ۹۰۸ متر است. این فرودگاه در  کشور ایالات متحده آمریکا قرار دارد و در ارتفاع ۸۰۶ متری از سطح دریا واقع شده است.